# Ján Bečko
Ján Bečko (16. listopadu 1889 Jasenie – 14. nebo 17. dubna 1972 Bratislava) byl československý a slovenský politik a meziválečný poslanec Národního shromáždění za Československou sociálně demokratickou stranu dělnickou, člen exilových československých vlád za druhé světové války, po válce člen Sboru pověřenců a politik Strany práce.

## Biografie
Pocházel z malorolnicko-dělnické rodiny. Základní školu absolvoval v rodné obci. V roce 1904 se v Podbrezové vyučil zámečníkem. V následujícím období až do roku 1920 byl zaměstnán jako dělník železáren v Podbrezové. Od roku 1920 se stal předsedou Bratrské revírní pokladny v Banské Bystrici. V roce 1921 složil zkoušky z měšťanské školy a v letech 1921–1922 pak studoval na Obchodní akademii v Banské Bystrici. V této době již působil jako profesionální funkcionář sociální demokracie a redaktor stranického tisku.
Po parlamentních volbách v roce 1920 se stal poslancem Národního shromáždění. Mandát si udržel i po všech následujících volbách, tedy parlamentních volbách v roce 1925, parlamentních volbách v roce 1929 i parlamentních volbách v roce 1935. Mandát si oficiálně podržel do zániku svého mandátu v důsledku rozpuštění sociální demokracie na Slovensku v lednu 1939, přičemž krátce předtím ještě v prosinci 1938 přestoupil jako hospitant do nově vzniklé Národní strany práce. Krátce po Mnichovu se v říjnu 1938 ještě snažil vyvíjet politické aktivity za slovenské sociální demokraty. Když se dojednávala Žilinská dohoda coby společná platforma slovenských stran pro autonomii, přivezl jménem sociálních demokratů do Žiliny vlastní návrh slovenské autonomie, ale nebylo o něm jednáno, protože za základ se vzal návrh HSĽS a socialistické strany byly vytlačeny z hlavního proudu politického dění na Slovensku.
Následně odešel do exilu a stal se ministrem v první exilové vládě Jana Šrámka (1940–1942) i v druhé exilové vládě Jana Šrámka (1942–1945). V 1. Šrámkově vládě zastával post státního ministra (pověřeného vedením Nejvyššího účetního kontrolního úřadu) a v 2. vládě byl ministrem sociální péče a pověřeným ministrem zdravotnictví a tělesné výchovy.
Po roce 1945 patřil mezi zakladatele a přední politiky Strany práce. Zastával post přednosty odboru na československém Ministerstvu sociální péče. Po válce byl členem Slovenské národní rady. Byl do ní zvolen na základě výsledků parlamentních voleb roku 1946.
V 8. Sboru pověřenců a 9. Sboru pověřenců působil v letech 1947–1948 jako pověřenec zdravotnictví. V 8. Sboru pověřenců navíc po krátkou dobu během února 1948 zastával i post pověřence financí.
Zastával funkci ředitele Československých státních lázní na Slovensku a byl zaměstnancem Onkologického ústavu v Bratislavě. Po roce 1948 odešel z politického života.